# Begonia hirtella
Espèce
Synonymes
- Begonia albidosetulosa Hassk.[1]
- Begonia brasila A.DC.[1]
- Begonia ciliata Kunth[1]
- Begonia dasypoda Meisn. ex A.DC.[1]
- Begonia hirtella var. hirtella[1]
- Begonia villosa Lindl.[1]

Begonia hirtella est une espèce de plantes de la famille des Begoniaceae. Ce bégonia est originaire d'Amérique du Sud et des Caraïbes. L'espèce fait partie de la section Ephemera. Elle a été décrite en 1822 par Heinrich Friedrich Link (1767-1851). L'épithète spécifique hirtella signifie « plutôt hirsute », c'est-à-dire modérément garnie de poils raides et épais.
En 2018, l'espèce a été assignée à une nouvelle section Ephemera, au cycle annuel, au lieu de la section Doratometra.

## Description

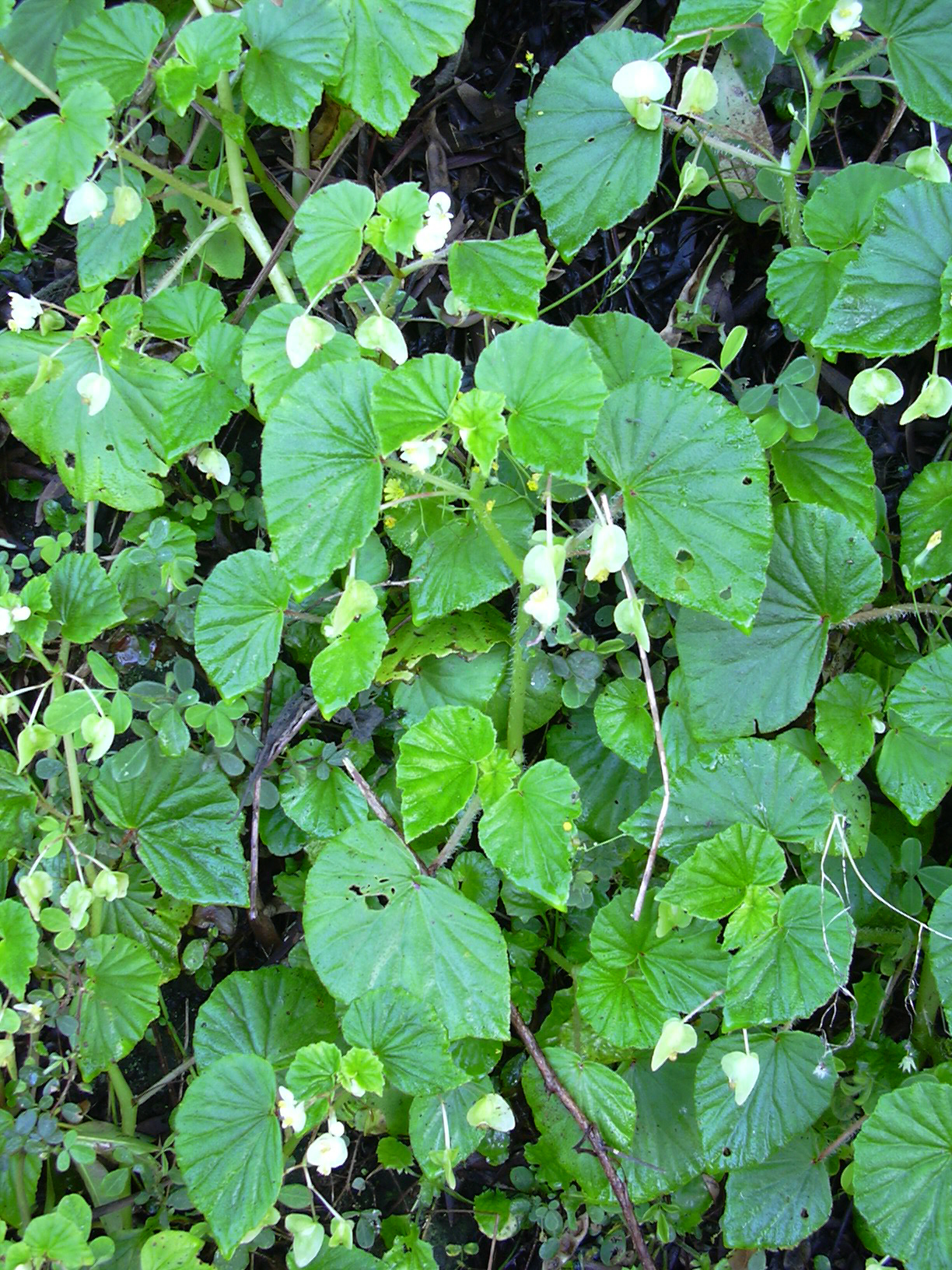
Vue d'ensemble d'un spécimen photographié à Hawaii
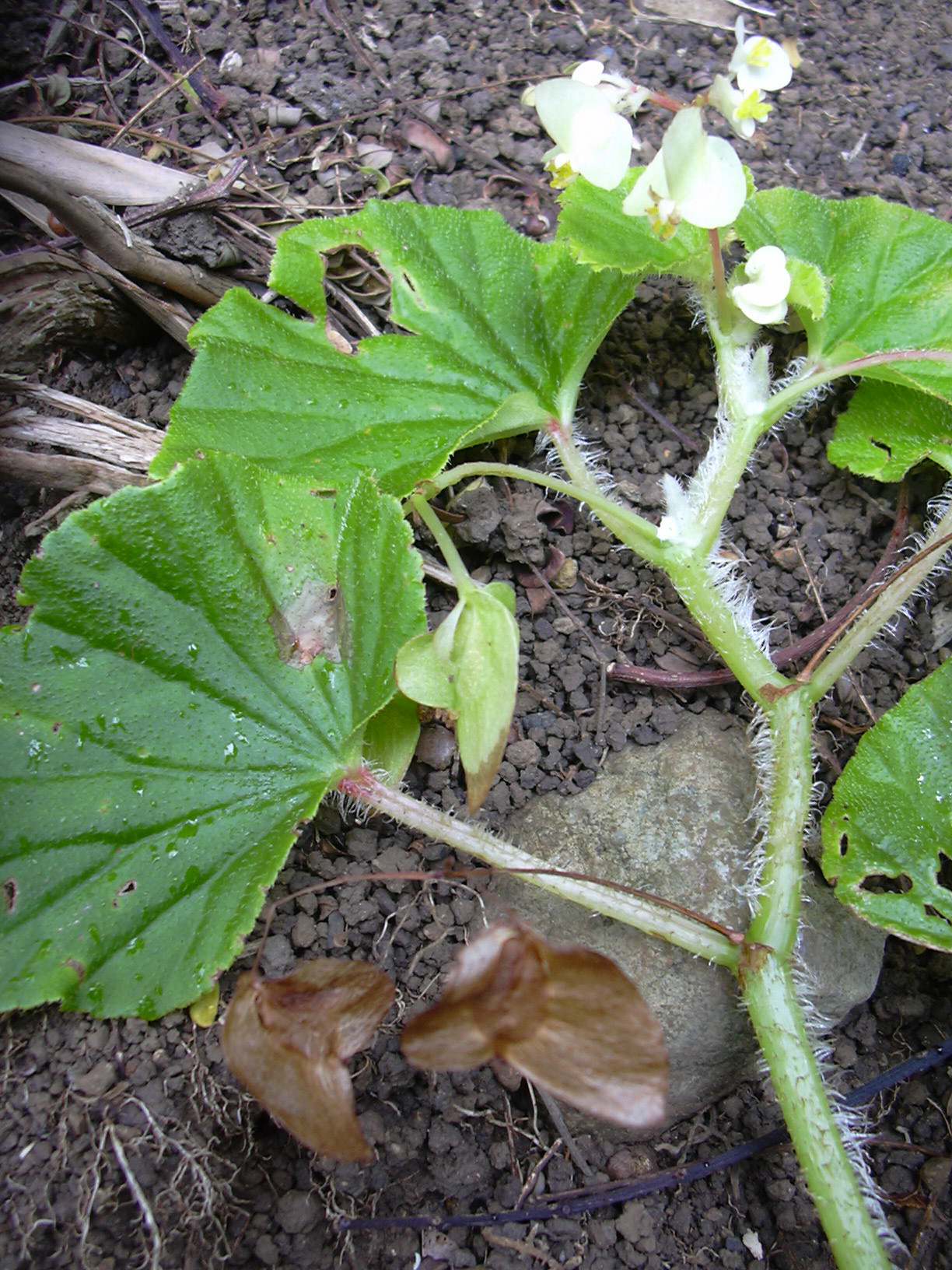
Détail d'une tige
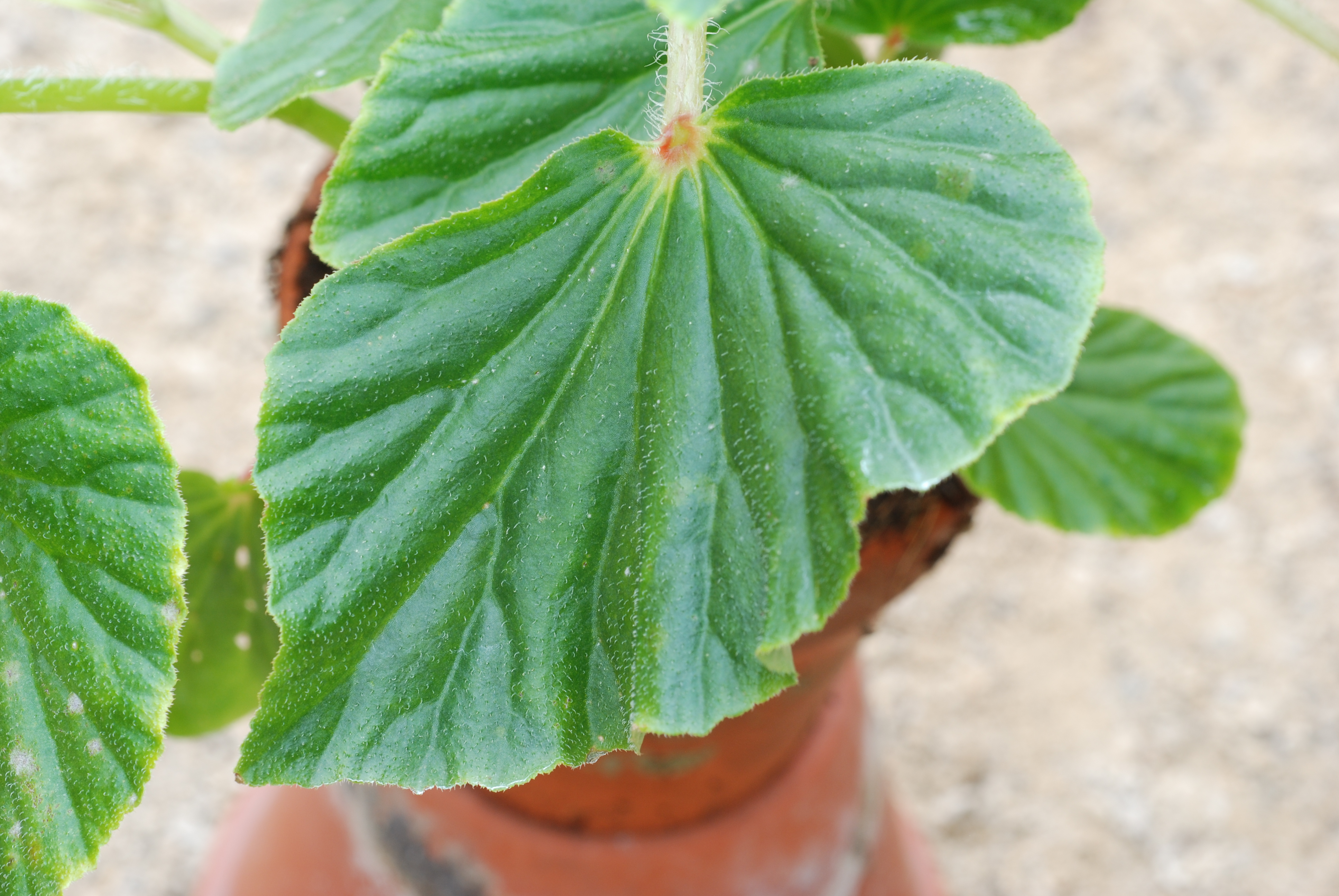
Détail d'une feuille de spécimen cultivé
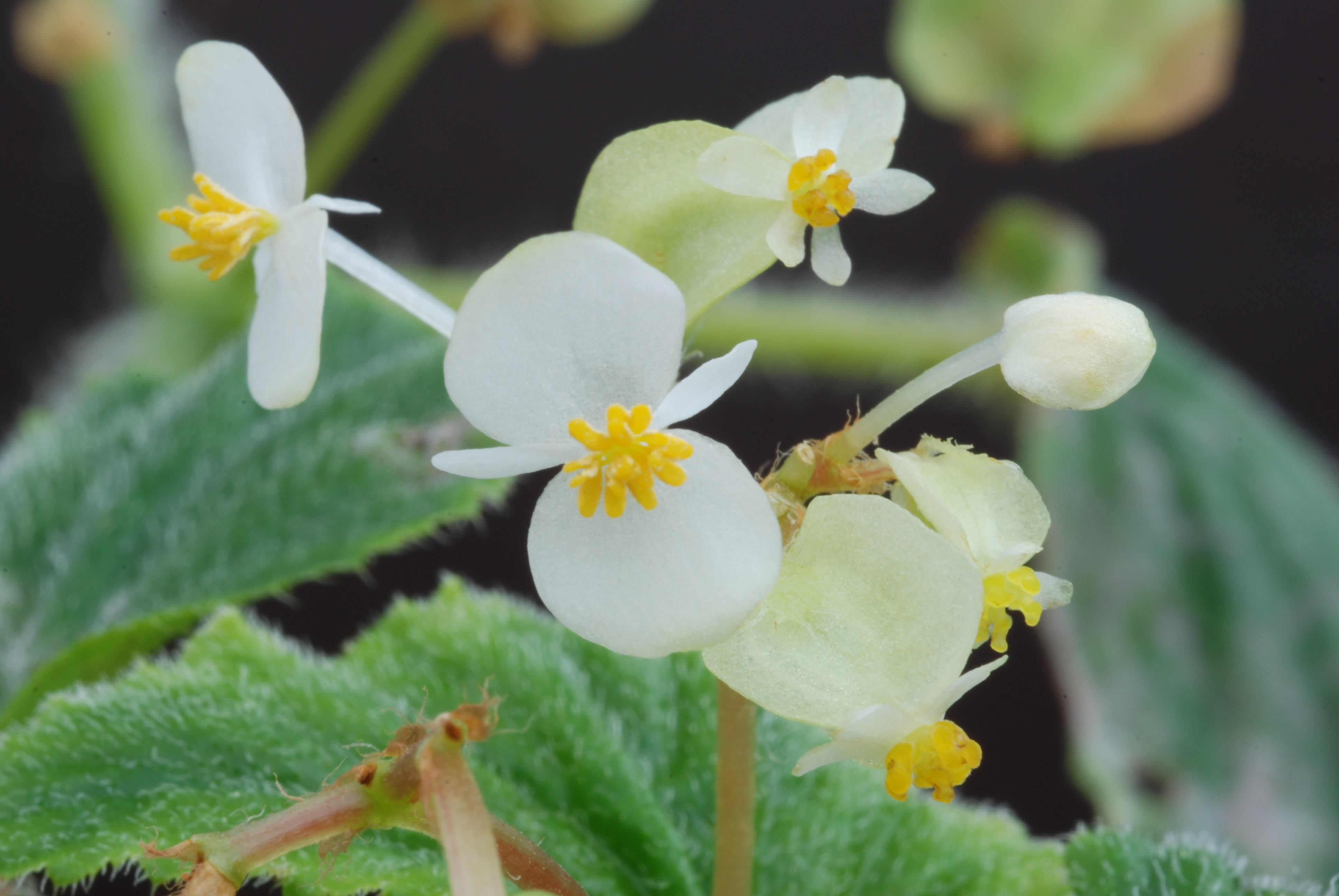
Inflorescence de spécimen cultivé
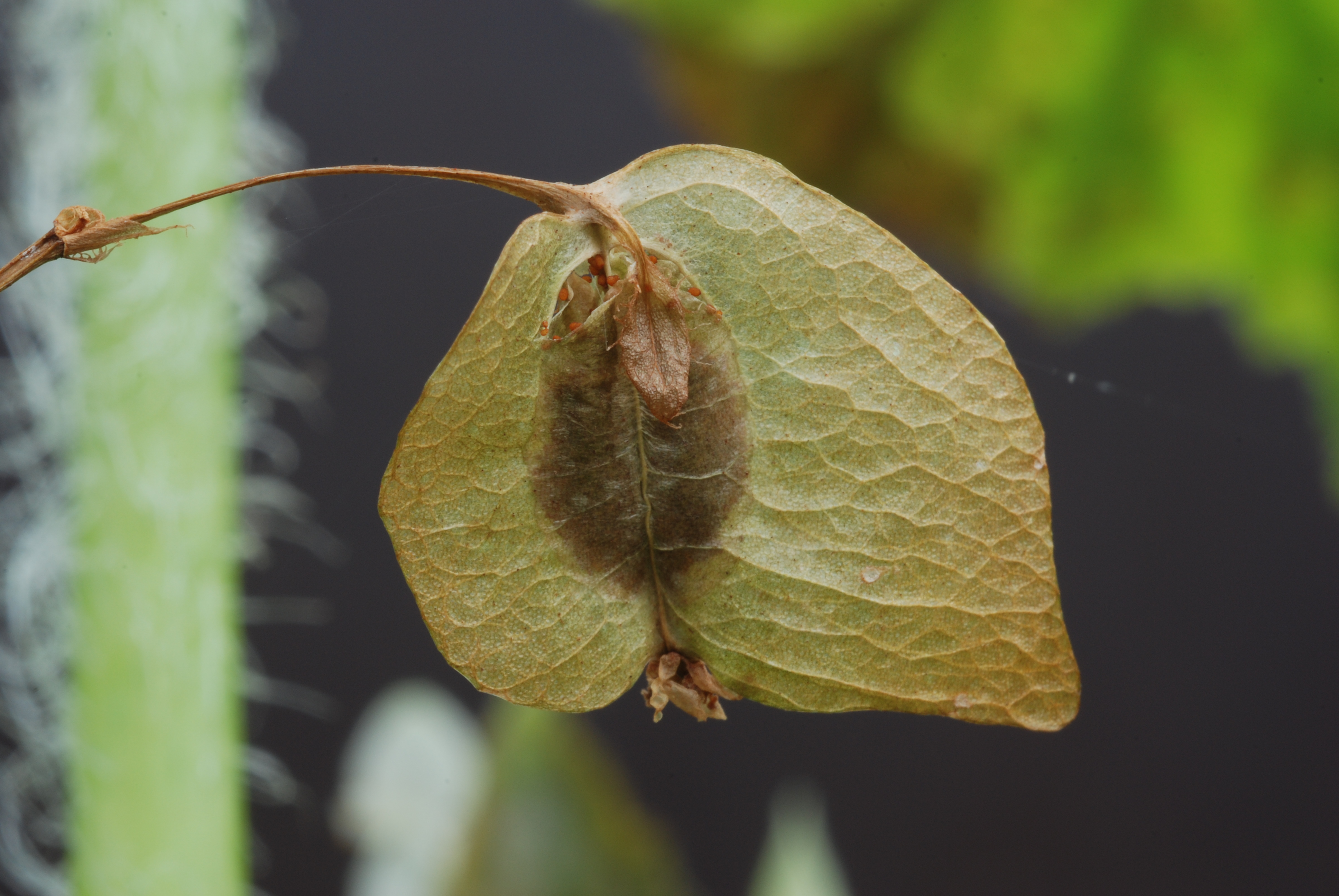
fruit de spécimen cultivé

## Répartition géographique
Cette espèce est originaire des pays suivants : Brésil ; Colombie ; Guadeloupe ; Jamaïque ; Martinique ; Pérou. Elle s'est naturalisée dans les Indes occidentales.

## Liste des variétés
Selon Tropicos (6 février 2017) (Attention liste brute contenant possiblement des synonymes) :
- variété Begonia hirtella var. hirtella
- variété Begonia hirtella var. nana (Walp.) A. DC.